# فيك جونسون
فيك جونسون (بالإنجليزية: Vic Johnson) هو لاعب كرة قاعدة أمريكي، ولد في 3 أغسطس 1920 في يو كلير في الولايات المتحدة، وتوفي بنفس المكان في 10 مايو 2005.